# Bob vid olympiska vinterspelen 2010

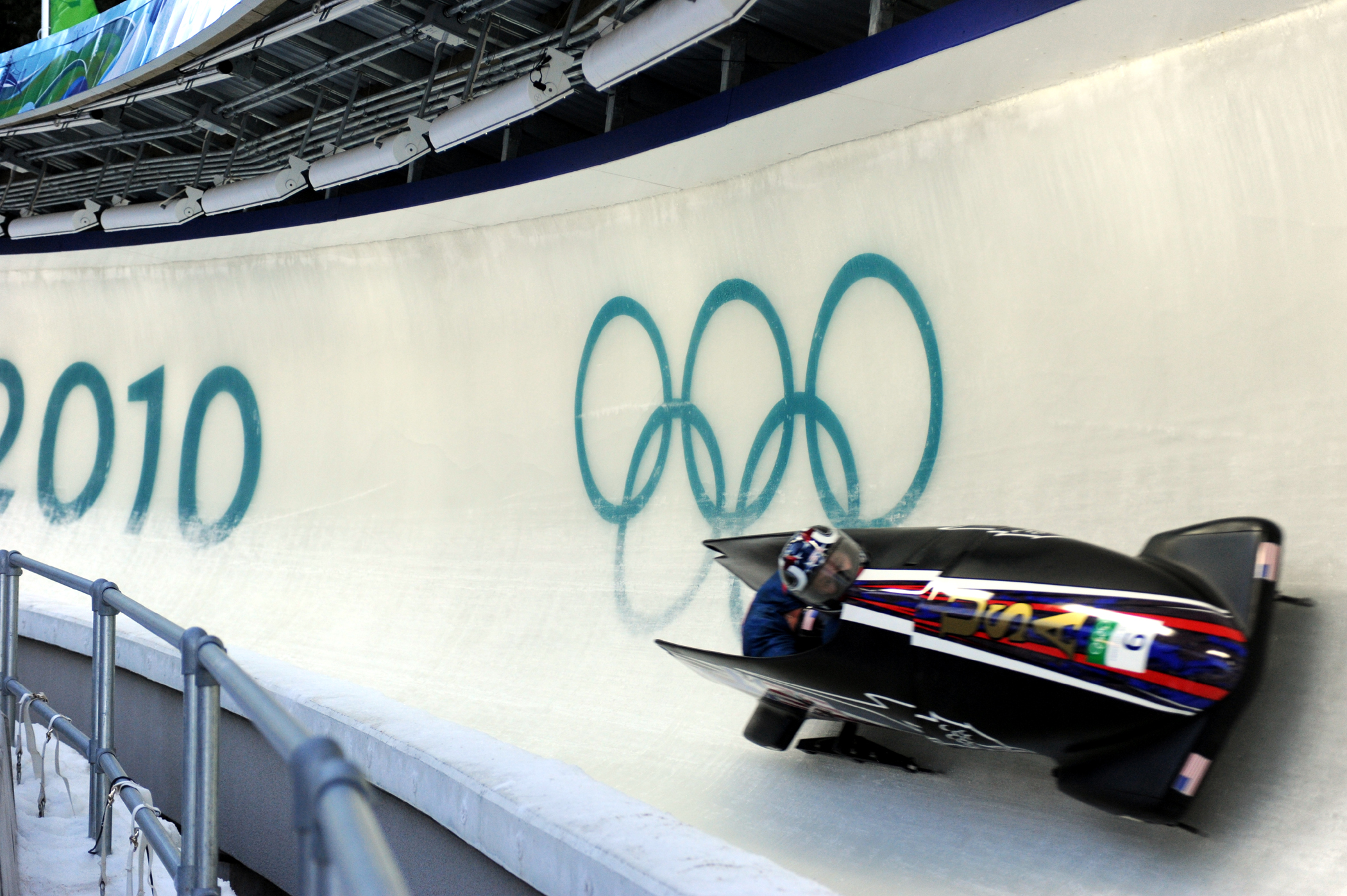
USA:s herrlag.

De olympiska tävlingarna i bob 2010 arrangerades mellan den 20 och 27 februari 2010 i Whistler (Kanada) vid anläggningen The Whistler Sliding Centre.

## Medaljörer
| Spel                          | Guld                                                           | Silver                                                          | Brons                                                           |
| Herrar, fyramanna Detaljer... | USA Steven Holcomb Steve Mesler Curtis Tomasevicz Justin Olsen | Tyskland André Lange Kevin Kuske Alexander Rödiger Martin Putze | Kanada Lyndon Rush David Bissett Lascelles Brown Chris le Bihan |
| Herrar, tvåmanna Detaljer...  | Tyskland André Lange Kevin Kuske                               | Tyskland Thomas Florschütz Richard Adjei                        | Ryssland Alexandr Zubkov Alexey Voyevoda                        |
| Damer, tvåmanna Detaljer...   | Kanada Kaillie Humphries Heather Moyse                         | Kanada Helen Upperton Shelley-Ann Brown                         | USA Erin Pac Elana Meyers                                       |

## Medaljtabell
| Pl. | Nation   | Guld | Silver | Brons | Totalt |
| --- | -------- | ---- | ------ | ----- | ------ |
| 1   | Tyskland | 1    | 2      | 0     | 3      |
| 2   | Kanada   | 1    | 1      | 1     | 3      |
| 3   | USA      | 1    | 0      | 1     | 2      |
| 4   | Ryssland | 0    | 0      | 1     | 1      |
|     | Totalt   | 3    | 3      | 3     | 9      |

## Deltagande nationer
| - Australien (7) - Österrike (5) - Belgien (2) - Kanada (12) - Kroatien (5) - Tjeckien (8) - Tyskland (18) - Storbritannien (8) | - Irland (2) - Italien (8) - Japan (6) - Lettland (5) - Liechtenstein (2) - Monaco (2) - Nederländerna (4) - Polen (4) | - Rumänien (6) - Ryssland (17) - Serbien (4) - Slovakien (4) - Sydkorea (4) - Schweiz (8) - USA (18) |

## Program
Totalt stod 3 grenar i bob på programmet:
- Tvåman, Herrar (20 & 21 februari 2010)
- Tvåman, Damer (23 & 24 februari 2010)
- Fyrman, Herrar (26 & 27 februari 2010)

## Herrar

### Dubbel
Tävlingsdag: 21 februari 2010 (final)
| Medalj | Personer                          | Land     | Tid     |
| Guld   | André Lange & Kevin Kuske         | Tyskland | 3.26,65 |
| Silver | Thomas Florschütz & Richard Adjei | Tyskland | 3.26,87 |
| Brons  | Alexandr Zubkov & Alexej Vojevoda | Ryssland | 3.27,51 |

### Fyrmans
Tävlingsdag: 27 februari 2010 (final)
| Medalj | Personer                                                      | Land     | Tid     |
| Guld   | Steven Holcomb, Steve Mesler, Curtis Tomasevicz, Justin Olsen | USA      | 3.24,46 |
| Silver | André Lange, Kevin Kuske, Alexander Rödiger, Martin Putze     | Tyskland | 3.24,84 |
| Brons  | Lyndon Rush, David Bissett, Lascelles Brown, Chris le Bihan   | Kanada   | 3.24,85 |

## Damer

### Dubbel
Tävlingsdag: 24 februari 2010 (final)
| Medalj | Personer                           | Land   | Tid     |
| Guld   | Kaillie Humphries & Heather Moyse  | Kanada | 3.32,28 |
| Silver | Helen Upperton & Shelley-Ann Brown | Kanada | 3.33,13 |
| Brons  | Erin Pac & Elana Meyers            | USA    | 3.33,40 |